# Tirreno-Adriatico 1968
La Tirreno-Adriatico 1968, terza edizione della corsa, si svolse dal 12 al 16 marzo 1968 su un percorso di 1037,9 km, suddiviso su 5 tappe. La vittoria fu appannaggio dell'italiano Claudio Michelotto, che completò il percorso in 27h17'32", precedendo il connazionale Giuseppe Fezzardi e il tedesco Rudi Altig.

## Tappe
| Tappa  | Data     | Percorso                                            | km     | Vincitore di tappa | Leader cl. generale |
| ------ | -------- | --------------------------------------------------- | ------ | ------------------ | ------------------- |
| 1ª     | 12 marzo | Santa Marinella > Fiuggi                            | 206    | Vittorio Adorni    | Vittorio Adorni     |
| 2ª     | 13 marzo | Fiuggi > Cassino                                    | 188,2  | Rudi Altig         | Rudi Altig          |
| 3ª     | 14 marzo | Frosinone > Pescasseroli                            | 199,5  | Italo Zilioli      | Claudio Michelotto  |
| 4ª     | 15 marzo | Pescasseroli > San Benedetto del Tronto             | 226,4  | Franco Bitossi     | Claudio Michelotto  |
| 5ª     | 16 marzo | San Benedetto del Tronto > San Benedetto del Tronto | 217    | Giorgio Favaro     | Claudio Michelotto  |
| Totale | Totale   | Totale                                              | 1037,9 |                    |                     |

## Dettagli delle tappe

### 1ª tappa
- 12 marzo: Santa Marinella > Fiuggi – 206 km

Risultati
| Pos. | Corridore       | Squadra       | Tempo |
| ---- | --------------- | ------------- | ----- |
| 1    | Vittorio Adorni | Faemino-Faema | ?     |

| Pos. | Corridore       | Squadra       | Tempo |
| ---- | --------------- | ------------- | ----- |
| 1    | Vittorio Adorni | Faemino-Faema |       |

### 2ª tappa
- 13 marzo: Fiuggi > Cassino – 188,2 km

Risultati
| Pos. | Corridore  | Squadra   | Tempo |
| ---- | ---------- | --------- | ----- |
| 1    | Rudi Altig | Salvarani | ?     |

| Pos. | Corridore  | Squadra   | Tempo |
| ---- | ---------- | --------- | ----- |
| 1    | Rudi Altig | Salvarani |       |

### 3ª tappa
- 14 marzo: Frosinone > Pescasseroli – 199,5 km

Risultati
| Pos. | Corridore     | Squadra | Tempo |
| ---- | ------------- | ------- | ----- |
| 1    | Italo Zilioli | Filotex | ?     |

| Pos. | Corridore          | Squadra   | Tempo |
| ---- | ------------------ | --------- | ----- |
| 1    | Claudio Michelotto | Max Meyer |       |

### 4ª tappa
- 15 marzo: Pescasseroli > San Benedetto del Tronto - 226,4 km

Risultati
| Pos. | Corridore      | Squadra | Tempo |
| ---- | -------------- | ------- | ----- |
| 1    | Franco Bitossi | Filotex | ?     |

| Pos. | Corridore          | Squadra   | Tempo |
| ---- | ------------------ | --------- | ----- |
| 1    | Claudio Michelotto | Max Meyer |       |

### 5ª tappa
- 16 marzo: San Benedetto del Tronto > San Benedetto del Tronto - 114 km

Risultati
| Pos. | Corridore      | Squadra    | Tempo    |
| ---- | -------------- | ---------- | -------- |
| 1    | Giorgio Favaro | Filotex    | 5h36'43" |
| 2    | Pietro Guerra  | Salvarani  | s.t.     |
| 3    | Aldo Pifferi   | Pepsi Cola | s.t.     |

| Pos. | Corridore          | Squadra   | Tempo     |
| ---- | ------------------ | --------- | --------- |
| 1    | Claudio Michelotto | Max Meyer | 27h17'32" |
| 2    | Italo Zilioli      | Filotex   | a 18"     |
| 3    | Rudi Altig         | Salvarani | a 1'31"   |

## Classifiche finali

### Classifica generale - Maglia azzurra
| Pos. | Corridore          | Squadra        | Tempo     |
| ---- | ------------------ | -------------- | --------- |
| 1    | Claudio Michelotto | Max Meyer      | 27h17'32" |
| 2    | Italo Zilioli      | Filotex        | a 18"     |
| 3    | Rudi Altig         | Salvarani      | a 1'38"   |
| 4    | Franco Bitossi     | Filotex        | a 1'39"   |
| 5    | Vito Taccone       | Germanvox-Wega | a 1'43"   |
| 6    | Roberto Ballini    | Max Meyer      | s.t.      |
| 7    | Flaviano Vicentini | Filotex        | a 1'45"   |
| 8    | Gianni Motta       | Molteni        | a 1'47"   |
| 9    | Michele Dancelli   | Pepsi Cola     | a 1'53"   |
| 10   | Felice Gimondi     | Salvarani      | a 2'17"   |